# طواف أمريكا للدراجات 2012–13
طواف أمريكا للدراجات 2012–13 (بالإنجليزية: 2012–13 UCI America Tour)‏ هو الموسم 9 من طواف أمريكا للدراجات.

## وصلات خارجية
- الموقع الرسمي